# 김승현 (농구인)
김승현(金勝鉉, 1978년 11월 23일 ~ )은 프로 농구 선수 출신 SPOTV 농구 해설위원이다.

## 이력
종교는 불교이고 송도고등학교를 거쳐 동국대학교를 졸업하였으며, 동국대 2학년 시절이던 1998년 대학 농구에 첫 입문, 이후 2001년 대구 오리온스에 프로 농구 전격 입단하였다.
그는 대구 오리온스에 프로 농구 입단 이후 현란한 드리블과 빠른 스피드, 속공과 정확한 볼배급으로 주목받았으며, 2001~2002 프로농구에서 오리온스를 우승으로 이끌었다. 이로 인해 프로농구 역대 최초로 신인상과 MVP를 석권하였다. 2002년 부산 아시안 게임, 중국과의 결승전에서 4쿼터 막판 극적인 스틸 2개로 승부를 연장전으로 끌고 갔으며, 연장전까지 총 9개의 어시스트를 기록하며 대한민국 남자 농구를 1982년 뉴델리 아시안 게임 이후 20년 만에 금메달을 따는데 기여하고 MVP를 수상하였다.

## 학력
- 인천산곡북초등학교 졸업
- 송도중학교 졸업
- 송도고등학교 졸업
- 동국대학교 사범대학 체육교육학과 학사

## 경력
- 2002년 - 01'~02' 프로농구 신인 선수상과 MVP를 석권.
- 2002년 - 01'~02' 프로농구 Best5 수상.
- 2002년 어시스트왕 등극
- 2002년 스틸상 수상
- 2002년 부산 아시안 게임 금메달, MVP
- 2001년 ~ 2010년 - 대구 동양 오리온스
- 2011년 ~ 2014년 - 서울 삼성 썬더스

## 사건과 논란

### 이면계약 논란
- 2009년 비시즌 연봉조정기간에 1억 2천만을 올려달라고 요청하였다. 하지만, 크게 활약하지 못하였고 거기다 말바꿈으로 인해 드러난 거짓말로 끝내 2009~2010 시즌 18경기 출장정지 징계를 내렸다. 2011~2012 시즌 극적 화해로 12월 2일 서울 삼성 썬더스로 트레이드되었다.

## 은퇴
- 2014년 김승현이 기대 이하의 성적을 보이자 팀은 재계약 불가 통보를 내렸으며 김승현은 KBL 은퇴를 선언하였다.

## 해설
- 2014년~2017년 : 스카이 스포츠 해설위원
- 2017년~2019년 : MBC 스포츠플러스 해설위원
- 2019년~ : SPOTV 해설위원

## 방송
- 2015년 MBC 진짜 사나이
- 2016년 XTM REBOUND
- 2017년 MBC 미스터리 음악쇼 복면가왕 - 지구 한바퀴 땅부자